# 当拉错
当拉错是一个位于中国青海省海西蒙古族藏族自治州的湖泊，面积约为6.49平方千米，属于青藏高原。它的一级流域为长江流域，二级流域为长江干流水系。